# 470

## Починали
- Валамир (* ок. 425). От 440 г. до 470 г. крал на остготите. Брат на Тиудимир и Видимир.